# Validiteit
Validiteit of geldigheid is de mate waarin een test meet wat deze zou moeten meten. Bij het onderzoeken van de validiteit wordt gekeken naar de mate waarin de resultaten van een test en het te meten verschijnsel met elkaar overeenkomen. De validiteit is een gradatie, het is niet zo dat de ene test valide is en de andere niet. Wel is de ene test meer valide dan een andere.

## Soorten
Men onderscheidt de typen validiteit op verschillende manieren. Ten eerste wordt het gecategoriseerd aan de hand van het onderwerp van de validiteit:
- Indruksvaliditeit (face validity, ook wel validiteit op zicht) betekent niet veel meer dan dat men (de onderzoeker in het bijzonder) de indruk heeft dat een meting valide is. Deze validiteit vertrouwt op het vermogen van mensen om intuïtief aan te voelen of een test wel of niet meet wat hij moet meten. Op het eerste gezicht lijken de testresultaten dan valide te zijn. Door middel van wetenschappelijke controle zouden de resultaten echter ontkracht kunnen worden.

- Inhoudsvaliditeit (content validity) kijkt naar de mate waarin de test het construct in kwestie meet. Is de test een representatieve afspiegeling van het kennisdomein? De volledigheid van de test speelt hierbij dus een rol.

- Criteriumvaliditeit (criterion validity) beschouwt in welke mate een test voorspellende waarde heeft. Criteriumvaliditeit is verder te onderscheiden in predictieve validiteit en concurrent validity.
  - Predictieve validiteit heeft betrekking op de vraag in hoeverre een test kan voorspellen wat het volgens theorie moet kunnen voorspellen. Kun je naar aanleiding van een testscore voorspellen hoe de participant zich in de werkelijkheid gaat gedragen?
  - Concurrent validity beschouwt in hoeverre de resultaten correleren met gelijktijdig beschikbare criteriumgegevens.

- Ecologische validiteit (ecological validity) is de mate waarin de onderzoeksresultaten uit een onderzoek overeenkomen met de alledaagse praktijk.

- Constructvaliditeit (begripsvaliditeit, construct validity) gaat over de vraag of de resultaten van een onderzoek wel werkelijk een indicatie zijn voor het begrip waarover je een uitspraak wilt doen. Resultaten van een onderzoek kunnen perfect aansluiten bij de theorie, maar er kan onvoldoende rekening zijn gehouden met andere variabelen die ook invloed hebben op het onderzochte begrip. Constructvaliditeit is verder te onderscheiden in convergente- en divergente validiteit.
  - Convergente validiteit beschouwt de samenhang tussen de resultaten van het oorspronkelijke onderzoek en de resultaten van een gelijksoortig onderzoek. Hoe hoger de correlatie, hoe valider de test.  Er kan ook gekeken worden naar de samenhang tussen de resultaten van onderzoek en observeerbaar gedrag.
  - Divergente validiteit, ook hier wordt gekeken naar de samenhang tussen de resultaten van het oorspronkelijke onderzoek en de resultaten van een ander onderzoek. Hoe meer een correlatie rond het nulpunt ligt, hoe meer valide de test is.

- Discriminante validiteit vraagt of de resultaten misschien afhangen van nog een andere variabele. Je kijkt dus naar de samenhang tussen de onderzoeksresultaten en een andersoortig onderzoek. Hiervoor geldt, hoe lager de correlatie, hoe beter. Waarmee niet gezegd is dat het onderzoek valide is, er is alleen een variabele uitgesloten.

Validiteit is ook nog op een andere manier te categoriseren, namelijk door te kijken wat men met de resultaten van een onderzoek kan. Hierbij wordt onderscheid gemaakt tussen interne validiteit en externe validiteit::
- Interne validiteit is de mate waarin het redeneren binnen het onderzoek correct is uitgevoerd. Belangrijk hierbij is dat de resultaten van het onderzoek geldig zijn voor de onderzochte groep. Meer precies: de mate waarin variabelen in een sociaal-wetenschappelijk onderzoek een causale relatie met elkaar hebben en waarbij in het algemeen onderzoeksresultaten niet aan zogenaamde onderzoeksartefacten moeten worden toegeschreven.

- Externe validiteit is in hoeverre de resultaten van een bepaald onderzoek of een test te generaliseren zijn. Als bepaalde resultaten extern valide zijn, wil dit zeggen dat de resultaten te generaliseren zijn en dus voor een grotere groep dan slechts de testgroep zullen gelden. Als de resultaten alleen maar opgaan voor de testgroep, zijn ze immers veel minder waard. De term externe validiteit is hiermee nauw verwant aan ecologische validiteit.

## Geschiedenis
In de jaren 1950 introduceerde Lee Cronbach samen met Paul Meehl het begrip validiteit. Meteen werden hun ideeën geïmplementeerd in de onderzoeksgebieden van alle sociale wetenschappen. Net als in de meeste wetenschappen is validiteit volgens Cronbach een proces van het opstellen van een hypothese en vervolgens het toetsen van deze hypothese. Volgens de wetenschappelijke methode van Cronbach werd een experiment niet zelf valide verklaard, maar de interpretatie van dit experiment. Een experiment kan immers voor veel verschillende doeleinden gebruikt worden.

## Voorbeeld
- Indruksvaliditeit, een voorbeeld is een onderzoek naar de intelligentie van een groep mensen met de hypothese: Mensen die lang zijn, hebben een hoog IQ. De lengtemeting van de proefpersonen is wel betrouwbaar maar het onderzoek zelf heeft een lage gezichtsvalideit, op-het-eerste-gezicht is dit onderzoek niet logisch. In het algemeen wordt met indruksvaliditeit bedoeld de indruk die de testrespondent zelf van de test heeft. Sommige psychologische tests zoals de intelligentietest bezitten een goede empirische validiteit (construct en/of criterium), maar de respondent ziet het nut van de vragen niet in. Dit kan de inzet op zo'n test verminderen.

- Inhoudsvaliditeit, een voorbeeld van inhoudsvaliditeit is een toets over de Koude Oorlog die alleen vragen over de Vietnamoorlog bevat. Er is iets grondig mis met de inhoudsvaliditeit van de toets aangezien de opdrachten het inhoudelijke domein niet dekken.

- Criteriumvaliditeit, beide voorbeelden hieronder zijn voorbeelden van criteriumvaliditeit.
  - Concurrent validity beoordeelt de validiteit bijvoorbeeld door de testresultaten van leerlingen te vergelijken met prestatiebeoordelingen van een leraar.
  - Predictieve validiteit wordt bijvoorbeeld gebruikt bij de vraag of mensen geschikt zijn als verkopers. Je kunt deelnemers onderwerpen aan een test dat dit zou moeten meten. Als er een significante correlatie gevonden wordt tussen de testscores van de deelnemers en hun feitelijke prestatie (op een later tijdstip dus) als verkopers is de test predictief valide te noemen. Omdat het makkelijker, sneller en goedkoper is een persoon een testje te laten maken -dat zou moeten voorspellen hoe deze persoon gaat presteren- dan het de praktijk uit te laten wijzen, is het belangrijk om te weten hoe groot de predictieve waarde is van een bepaalde test.

- Ecologische validiteit komt bijvoorbeeld ter sprake als mensen met slaapproblemen onderzocht worden in een slaaplaboratorium. De omstandigheden waarin ze daar verkeren zijn zo anders dan die in hun eigen huis (niet vertrouwd, ze weten dat ze bekeken worden) dat je je kan afvragen hoe groot de validiteit van het onderzoek is, aangezien de resultaten in de praktijk wellicht heel anders uit zullen pakken. Een beter voorbeeld is als de uitslag op een psychologische test weinig relevantie voor de dagelijkse praktijk blijkt te hebben. Bijvoorbeeld een patiënt met NAH (Niet Aangeboren Hersenletsel) scoort op een geheugentest zeer laag. Patiënt blijkt in de dagelijkse leefomgeving weinig moeite te hebben met het onthouden van dingen omdat hij/zij daar trucs voor benut.

- Constructvaliditeit wordt in een testanalyse vastgesteld, afgevraagd wordt dan wat de test meet en welk psychologisch begrip het beste hierbij past. De twee voorbeelden van begripsvaliditeit zijn hieronder tevens voorbeelden van begripsvaliditeit in het algemeen.
  - Convergente validiteit, stel dat alcoholverslaving al is onderzocht op de basis van zelftests en nu wordt het onderzocht door middel van een laboratoriumexperiment. De resultaten van de twee onderzoeken wijken echter erg af. Dan gaat dat ten koste van de convergente validiteit van beide onderzoeken.
  - Divergente validiteit, stel dat extraversie is onderzocht op basis van zelftests. Een ander onderzoek dat de mate van introversie onderzoekt, moet negatief correleren met de resultaten van het eerdere onderzoek.
  - Discriminante validiteit, stel dat een hypothese luidt dat een hoge koffieconsumptie bij studenten zal leiden tot een grote tevredenheid over de studie en dat uit de resultaten blijkt dat deze twee variabelen statistisch significant met elkaar correleren en zo een bevestiging vormen voor de hypothese. Deze conclusie is echter toch niet valide te noemen omdat het begrip, tevredenheid over de studie, afhankelijk is van meerdere variabelen zoals medestudenten, docenten, begeleiding en reistijd.